# Лунгиц
Лунгиц (нем. Lungitz) — посёлок в Австрии, в федеральной земле Верхняя Австрия.
Входит в состав округа Перг, коммуна Катсдорф.